# Abutilon palmeri
Abutilon palmeri é uma espécie de planta do gênero Abutilon.